# Hans-Ulrich Grimm
Hans-Ulrich Grimm (* 20. Januar 1955 im Allgäu) ist ein deutscher Autor und Journalist.

## Leben
Der ehemalige Spiegel-Redakteur (von 1989 bis 1996) ist für seine Berichte über industriell gefertigte Lebensmittel und die seiner Ansicht nach beschönigenden, bisweilen verschleiernden Taktiken ihres Marketings bekannt geworden.
Grimm hat in Heidelberg Germanistik, Geschichte und Erziehungswissenschaften studiert. Grimm betreibt den Online-Informationsdienst Dr. Watson - Der Food Detektiv mit Sitz in Stuttgart. Der Service informiert rund um Lebensmittelindustrie sowie industrielle Lebensmittel und ihre Zusatzstoffe, auch in der Dr.Watson App.

## Schriften
- Die Suppe lügt. Die schöne neue Welt des Essens, Knaur, München 2014 (Erstausgabe 1997), ISBN 978-3-426-27631-0.
- Vorsicht Geschmack. Was ist drin in Lebensmitteln. Mit einem Verbraucherlexikon der Zusatzstoffe, Hirzel, Stuttgart / Leipzig 1998, ISBN 3-7776-0804-1 mit Udo Pollmer und Cornelia Hoicke
- Aus Teufels Topf. Die neuen Risiken beim Essen, Knaur, München 2001, ISBN 3-426-77541-7.
- Vitaminschock. Die Wahrheit über Vitamine: wie sie nützen, wann sie schaden, Droemer, München 2002, ISBN 3-426-27250-4 mit Jörg Zittlau
- Die Wahrheit über Käpt’n Iglo und die Fruchtzwerge. Was die Industrie unseren Kindern auftischt. Knaur, München 2006, ISBN 3-426-77777-0 (2002 unter dem Titel: Mund auf, Augen auf!) mit Annette Sabersky
- Leinöl macht glücklich. Das blaue Ernährungswunder. München, Knaur MensSana HC 2012 (Erstausgabe: Dr. Watson Books, Stuttgart-Bad Cannstatt 2006), ISBN 978-3-426-65696-9.
- Chemie im Essen: Lebensmittel-Zusatzstoffe. Wie sie wirken, warum sie schaden, Knaur, München, TB 2013 (Erstausgabe: Echt künstlich. Dr. Watson Books, Stuttgart-Bad Cannstatt 2006) ISBN 978-3-426-78561-4 mit Bernhard Ubbenhorst und Maike Ehrlichmann
- Katzen würden Mäuse kaufen, Schwarzbuch Tierfutter, Heyne, München 2009 (Erstausgabe: Deuticke, Wien 2007, ISBN 978-3-552-06049-4), ISBN 978-3-453-60097-3.
- Die Kalorienlüge. Über die unheimlichen Dickmacher aus dem Supermarkt, Dr. Watson Books, Stuttgart-Bad Cannstatt 2008, ISBN 978-3-9810915-4-0.
- Der Bio-Bluff. Der schöne Traum vom natürlichen Essen. 3., neubearbeitete und ergänzte Auflage, Hirzel, Stuttgart 2010 (Erstauflage 1999), ISBN 978-3-7776-1796-1.
- Tödliche Hamburger. Wie Globalisierung der Nahrung unsere Gesundheit bedroht. Hirzel, Stuttgart 2010, ISBN 978-3-7776-2091-6.
- Die Ernährungsfalle. Wie die Lebensmittelindustrie unser Essen manipuliert. Das Lexikon. Heyne, München 2010, ISBN 978-3-453-17074-2 mit Maike Ehrlichmann
- Die Ernährungslüge. Wie uns die Lebensmittelindustrie um den Verstand bringt. Vollständig überarbeitete und aktualisierte Taschenbuch-Neuauflage, Knaur, München 2011 (Erstauflage 2003), ISBN 978-3-426-78393-1.
- Vom Verzehr wird abgeraten: Wie uns die Industrie mit Gesundheitsnahrung krank macht. Droemer, 2012, ISBN 978-3-426-27556-6.
- Garantiert gesundheitsgefährdend. Wie uns die Zucker-Mafia krank macht. Droemer Knaur, München 2013, ISBN 978-3-426-27588-7.
- Junk Food - Krank Food. 100 gute Gründe, ein echter Besseresser zu werden. Gräfe und Unzer, München 2014, ISBN 978-3-8338-3984-9.
- Echtes Essen. Der Anti-Aging-Kompass: Wie wir jünger und gesünder bleiben. Droemer, München 2019, ISBN 978-3-426-27643-3.
- Food War. Wie Nahrungsmittelkonzerne und Pharmariesen unsere Gesundheit für ihre Profite aufs Spiel setzen. Droemer, München 2020, ISBN 978-3-426-27800-0.
- Wein ist gesund: Wie er uns stärkt und glücklich macht. Knaur MensSana, München, ISBN 978-3-426-65884-0
- Dumm gegessen!: Wie uns die Nahrungsindustrie um den Verstand bringt. Droemer, München, 2021, ISBN 978-3-426-27799-7.